# Верхнеталецкое сельское поселение
Се́льское поселе́ние «Верхнета́лецкое» (бур. Дээдэ Yшөөhэнэй hомон) — муниципальное образование в Хоринском районе Бурятии Российской Федерации.
Административный центр — село Верхние Тальцы.

## История
Статус и границы сельского поселения установлены Законом Республики Бурятия от 31 декабря 2004 года № 985-III «Об установлении границ, образовании и наделении статусом муниципальных образований в Республике Бурятия»

## Население
| 2002  | 2011  | 2012  | 2013  | 2014  | 2015  | 2016  |
| ----- | ----- | ----- | ----- | ----- | ----- | ----- |
| 1392  | ↘1307 | ↘1297 | ↗1309 | ↘1291 | ↘1255 | ↘1252 |
| 2017  | 2018  | 2019  | 2020  | 2021  | 2023  | 2024  |
| ↘1221 | ↘1211 | ↘1200 | ↘1174 | ↗1178 | ↘1155 | ↘1131 |

## Состав сельского поселения
| № | Населённый пункт | Тип населённого пункта       | Население |
| - | ---------------- | ---------------------------- | --------- |
| 1 | Верхние Тальцы   | село, административный центр | ↘1100     |
| 2 | Додо-Гол         | улус                         | ↘215      |